# Vàlvula de Tesla

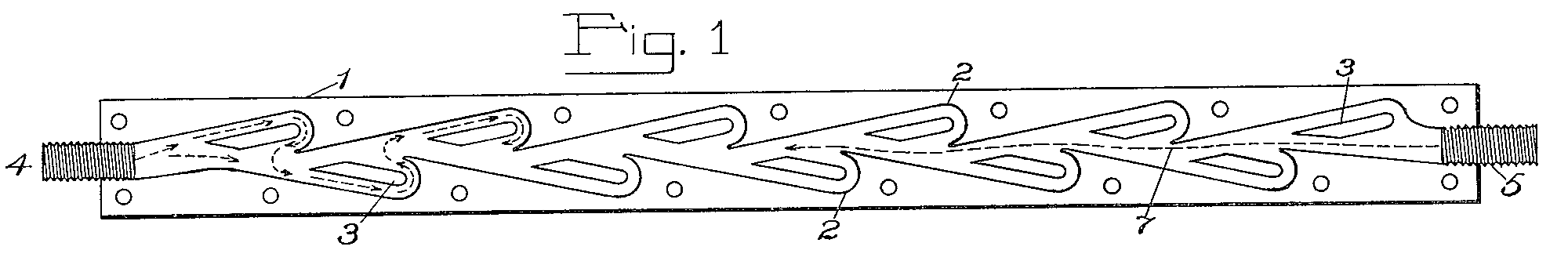
Secció d'una vàlvula de Tesla, on es pot veure el seu disseny de cavitats.

La vàlvula de Tesla és un tipus de vàlvula que permet que un fluid flueixi a través d'ella molt preferentment (o completament) en una direcció, però sense cap part mòbil, com generalment hi ha en les vàlvules que fan la mateixa feina. Rep el nom del seu inventor Nikola Tesla, que la va inventar el 1916 i patentar el 1920 (Patent dels EUA 1.329.559).
El principi de funcionament és que, en un sentit i per l'efecte Coanda, hi ha uns corrents que flueixen al llarg de diferents rutes en diferents direccions, i s'anul·len entre si. En canvi, en sentit contrari, el flux és directe, aquests corrents oposats no existeixen i la vàlvula no presenta cap resistència al flux.
A la pràctica, la idea ha tingut poc desenvolupament o ús des de la seva invenció. Un principi similar s'utilitza en el mesclador d'efecte Coanda per barrejar líquids en petita escala, mitjançant l'ús de la idea de Nikola Tesla.